# Nova Roma (Goiás)
| \| Nova Roma \|                       |
| Lage der Ortschaft Nova Roma in Goiás |
| Nova Roma                             |

| Nova Roma |

Nova Roma ist eine brasilianische politische Gemeinde im Bundesstaat Goiás in der Mesoregion Nord-Goiás und in der Mikroregion Chapada dos Veadeiros. Sie liegt nordnordöstlich der brasilianischen Hauptstadt Brasília und nordöstlich von Goiânia, der Hauptstadt des Bundesstaates.

## Lage
Nova Roma grenzt
- im Nordosten an Monte Alegre de Goiás
- im Osten an São Domingos
- im Südosten an Iaciara
- im Süden an Flores de Goiás
- im Südwesten an Jão João d’Aliança und Alto Paraíso de Goiás
- im Westen an Teresina de Goiás

Die Ostgrenze von Nova Roma verläuft entlang dem nordwärts fließenden Rio Paranã, der westlich von Paraná als rechter Zufluss in den Rio Tocantins mündet.